# حزب حمایت از حقوق بشر

حقوق بشر

حزب حمایت از حقوق بشر (Human Rights Protection Party) حزبی سیاسی در تونگا است.
رهبر حزب Tuila'epa Sailele Malielegaoi است.
در انتخابات مجلس ۲۰۰۱ حزب ۳۰ کرسی دریافت کرد.